# شهرستان پاسائیک (نیوجرسی)
شهرستان پاسائیک، نیوجرسی (به انگلیسی: Passaic County, New Jersey) یک سکونتگاه مسکونی در ایالات متحده آمریکا است که در نیوجرسی واقع شده‌است.